# AirPods Max
 (décembre 2021).
Si vous disposez d'ouvrages ou d'articles de référence ou si vous connaissez des sites web de qualité traitant du thème abordé ici, merci de compléter l'article en donnant les références utiles à sa vérifiabilité et en les liant à la section « Notes et références ».
Les AirPods Max sont des casques audio à arceau au design circum-aural Bluetooth sans fil créés par Apple et sortis le 15 décembre 2020. Il s'agit de l'option la plus haut de gamme d'Apple dans la gamme AirPods, vendue aux côtés des AirPods, écouteurs les moins chers, et des AirPods Pro de milieu de gamme.
Les principaux avantages des AirPods Max par rapport, notamment, aux AirPods Pro (les écouteurs d'Apple les plus proches en prix) sont une conception circum-aural avec des haut-parleurs plus grands, l'inclusion de la couronne numérique d'Apple, plus d'options de couleur, meilleure durée de vie de la batterie et une qualité sonore de niveau supérieur (le son est annoncé comme haute fidélité par Apple). 

## Aperçu
Apple a annoncé les AirPods Max le 8 décembre 2020 via une actualisation de son site Web et les a lancé le 15 décembre 2020. Les AirPods Max sont dotés d'un design supra-auriculaire, qui englobe l'oreille pour plus de confort.
Ils utilisent la puce H1, qui se trouve également dans les AirPods de deuxième génération et les AirPods Pro. Les AirPods Max, comme les AirPods Pro, sont dotés de la technologie Contrôle actif du bruit (Active Noise Cancellation) d'Apple pour bloquer le bruit extérieur et du mode Transparence pour écouter les sons autour de vous. La « couronne numérique », similaire à celle de l'Apple Watch, permet aux utilisateurs de lire ou de mettre en pause l'audio, de contrôler le volume, de passer des pistes, de contrôler les appels téléphoniques et d'activer Siri. Les capteurs de proximité détectent automatiquement lorsqu'ils sont sur la tête d'un utilisateur et lancent ou mettent en pause l'audio en conséquence. L'audio spatial utilise des gyroscopes et des accéléromètres intégrés pour suivre les mouvements de la tête de l'utilisateur et offrir ce qu'Apple décrit comme une expérience « semblable à un théâtre »,,.
Apple revendique 20 heures d'autonomie, avec une charge de cinq minutes offrant 1,5 heure d'écoute. Les AirPods Max sont chargés via le connecteur Lightning.

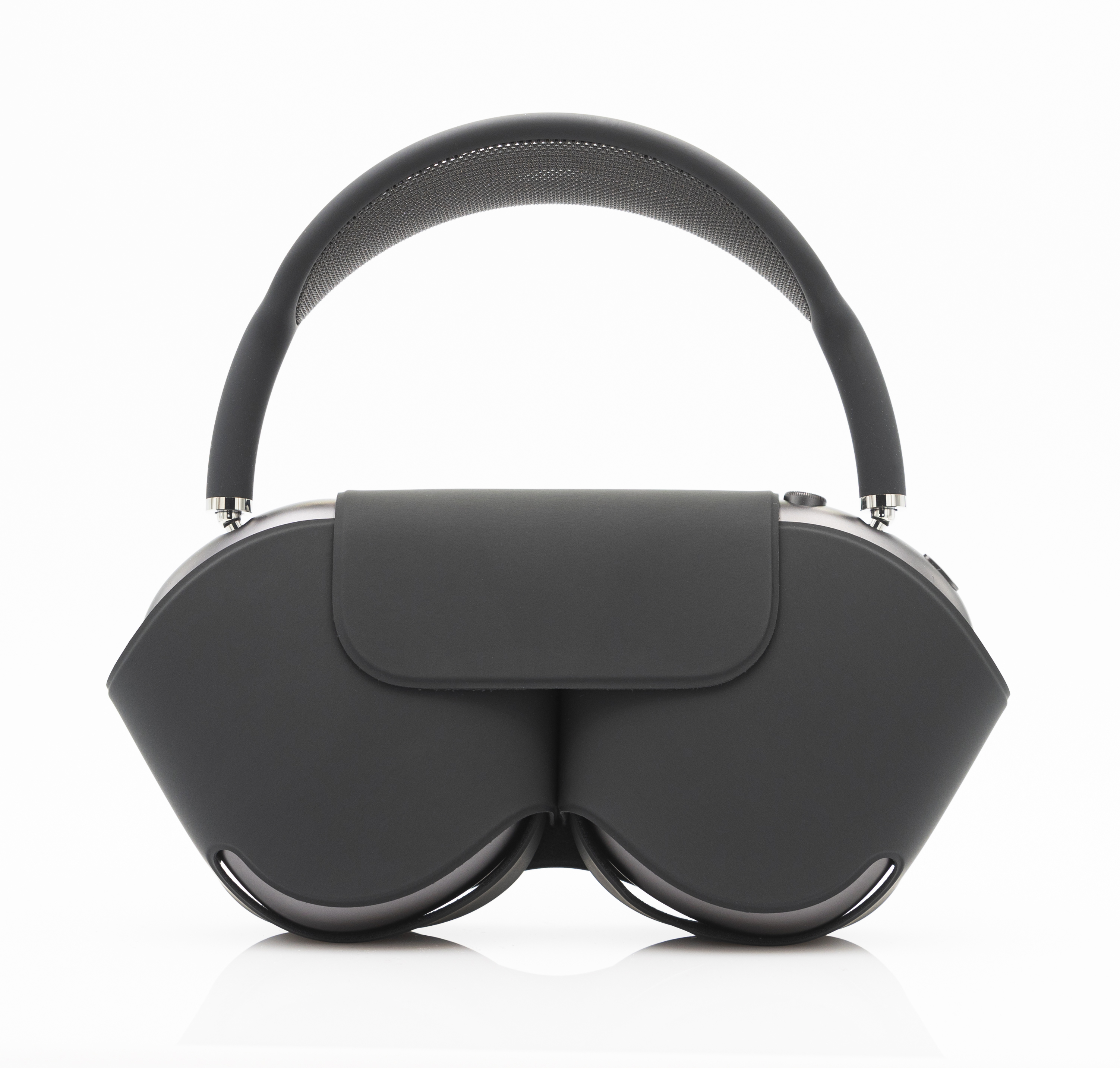
AirPods Max rangé dans sa Smart Case.

Apple fournit un « étui intelligent » pour stocker les AirPods Max, nommé « Smart Case » en anglais. 
Les AirPods Max sont disponibles en cinq couleurs : gris sidéral, argent, bleu ciel, vert et rose. Les utilisateurs peuvent choisir parmi ces cinq couleurs séparément pour les coussinets d'oreille et le châssis externe pour un total de 25 combinaisons de couleurs. De plus, les utilisateurs peuvent ajouter une gravure personnelle sur le châssis, en aluminium.

## Compatibilité
Apple déclare que les AirPods Max seront compatibles avec iOS 14, iPadOS 14, watchOS 7, tvOS 14 et macOS Big Sur. Au 8 décembre 2020, on ne sait pas si les AirPods Max seront pris en charge ou offriront une assistance limitée sur les anciennes versions du logiciel Apple.

## Accueil
Le design de l'étui des AirPods Max, la Smart Case, a été moqué par les critiques de la technologie, ainsi que par les utilisateurs de Twitter pour sa ressemblance avec celui d'un soutien - gorge ou d'un sac à main . Le journaliste Daniel Piper de Creative Bloq déclare que « si nous ne sommes pas entièrement convaincus par la conception des AirPods Max eux-mêmes, nous sommes complètement déconcertés par celui de leur « Smart Case » de chargement. La forme ressemble à beaucoup de choses, des sacs à main aux parties du corps »,,.

## Version 2024
Apple annonce une nouvelle version des AirPods Max le 9 septembre 2024, avec de nouvelles couleurs (Minuit, Lumière Stellaire, Bleu, Mauve et Orange) ainsi qu’un port USB-C en remplacement du port Lightning. 

## Voir également
- Écouteurs d'Apple :
  - EarPods
  - AirPods
  - AirPods Pro
- Google Pixel Buds
- Samsung Galaxy Buds Live